# 유잉육종
유잉육종(Ewing sarcoma)은 뼈나 연조직에 형성되는 암의 한 유형이다. 증상으로는 종양 부위의 부기와 통증, 발열, 골절 등이 있다. 이 질환이 시작되는 가장 일반적인 부위는 다리, 골반 및 흉벽이다. 약 25%의 발병 사례에서 암은 진단 시점에 이미 신체의 다른 부분으로 퍼졌다. 합병증에는 흉막 삼출액 또는 하반신 마비가 포함될 수 있다.
작은 원형 세포 육종의 일종이다. 유잉육종의 원인은 알려져 있지 않다. 대부분의 경우는 무작위로 발생하는 것으로 보인다. 때때로 생식계열 돌연변이가 있었다. 기본 메커니즘은 종종 상호 전좌로 알려진 유전적 변화를 포함한다. 진단은 종양 생검을 기반으로 한다.
치료에는 종종 화학 요법, 방사선 요법, 수술 및 줄기 세포 이식이 포함된다. 표적치료제와 면역치료제가 연구되고 있다. 5년 생존율은 약 70%이다. 그러나 여러 요인이 이 추정에 영향을 미친다.
1920년에 제임스 유잉은 이 종양이 별개의 유형의 암임을 식별했다. 이는 미국에서 연간 백만 명 중 약 1명에게 영향을 미친다. 유잉 육종은 10대와 젊은 성인에서 가장 흔하게 발생하며 소아암의 2%를 차지한다. 백인은 아프리카계 미국인이나 아시아인보다 더 자주 영향을 받는 반면 남성은 여성보다 더 자주 영향을 받는다.